# 구시로정
구시로정(일본어: 釧路町)은 일본 홋카이도 구시로 종합진흥국 관내의 구시로군에 있는 정이다.

## 지리
구시로 관내 중남부에 위치하고 구시로시 동부와 인접한다. 남부는 태평양과 접한다. 정사무소는 벳포 지구에 있고, 구시로시에서 동쪽으로 10km 떨어져 있다.
세치리타이 지구는 구시로시 북동부에 인접한 지역이다. 이온 홋카이도를 포함한 많은 교외형 상업 시설이 나란히 있어 구시로시를 포함한 상업의 중심지가 되고 있다. 도야 지구는 구시로 습원 국립공원의 동부에 위치하고 남북으로 국도 391호선, 센모 본선이 달린다. 곤부모리 지구는 태평양 연안 지역이다. 지형은 험하며 바다와 산으로 둘러싸여 있고 그곳에 몇 개의 어촌이 점재한다.

### 인접한 자치체
- 구시로 종합진흥국
  - 구시로시
  - 앗케시군 앗케시정
  - 가와카미군 시베차정
  - 아칸군 쓰루이촌

## 역사
- 1919년 - 2급 정촌제 시행과 함께 곤부모리촌이 성립하였다.
- 1920년 - 구시로정(당시 현 구시로시)의 구정 시행과 동시에 분할되어 구시로군 구시로촌이 되었다.
- 1955년 1월 1일 - 곤부모리촌과 합병해 새로운 구시로촌이 되었다.
- 1980년 - 정으로 승격해 구시로정이 되었다.

## 경제
구 세치리타이 지구가 구시로시의 베드타운이자 상업 집적의 거리이다. 어업이 번성해 다시마와 연어, 굴, 성게, 홋키조개 등이 잡힌다.

## 교통

### 철도
- 홋카이도 여객철도
  - 네무로 본선
  - 센모 본선

### 도로
- 구시로 외환상도로
- 국도 44호선
- 국도 272호선
- 국도 391호선(일본어판)